# Anguillère
L'Anguillère, ou ruisseau de la Palibe, est un ruisseau français de la région Nouvelle-Aquitaine, dans le département des Landes. C'est un affluent du Boudigau en rive gauche.

## Géographie
La longueur de son cours est de 15,1 km. L'Anguillère naît dans la forêt des Landes sur la commune de Saint-Martin-de-Seignanx sous le nom de ruisseau de Barrère puis prend le nom de ruisseau de Northon et de ruisseau de la Palibe avant de prendre le nom de l'Anguillère a l'amont de l'étang de Garros ; ensuite elle traverse l'étang du Turc et se jette dans le Boudigau sur le territoire de la commune de Labenne.

### Département et communes traversés
À l'intérieur du département des Landes, l'Anguillère arrose quatre communes, soit d'amont à sa confluence :
Saint-Martin-de-Seignanx, Tarnos, Ondres, Labenne.

## Affluents
L'Anguillère a huit affluents référencés dont :
- le ruisseau de Barcery : 2,3 km

## Organisme gestionnaire
L'organisme gestionnaire est le syndicat mixte de rivière Bourret-Boudigot, créé depuis septembre 2001.